# Ефимьево (Владимирская область)
Ефимьево — упразднённая деревня в Вязниковском районе Владимирской области России. В настоящее время микрорайон города Вязники.

## География
Место, где находилась деревня, расположено в северо-восточной части области, в зоне хвойно-широколиственных лесов, в пределах Волжско-Окского междуречья, к югу от реки Клязьмы, к северу от автодороги М7.

### Климат
Климат характеризуется как умеренно континентальный. Средняя температура воздуха самого холодного месяца (января) — −11,1 °C (абсолютный минимум — −48 °С), средняя максимальная температура воздуха (июля) — +23,3 °С (абсолютный максимум — +37 °С). Годовое количество атмосферных осадков составляет около 607 мм, из которых 413 мм выпадает в период с апреля по октябрь.

## История
В «Списке населенных мест Владимирской губернии по сведениям 1859 года» населённый пункт упомянут как удельная деревня Вязниковского уезда, расположенная в 2 верстах от уездного города. В деревне насчитывался 21 двор и проживало 157 человек (73 мужчины и 84 женщины).
По состоянию на 1905 год, в Ефимьеве имелось 29 дворов и проживало 173 человека. В административном отношении деревня входила в состав Нагуевской волости.
По данным 1926 года в деревне имелось 34 хозяйства (в том числе 29 крестьянских) и проживало 175 человек (87 мужчин и 88 женщин). Являлась центром Ефимьевского сельсовета Вязниковской волости.
На момент упразднения входила в состав Нововязниковского поссовета Вязниковского района. Решением облисполкома № 97 от 5 февраля 1968 года вошла в состав Вязников.